# Estádio Doutor Jorge Ismael de Biasi
O Estádio Doutor Jorge Ismael de Biasi, mais conhecido como Jorjão, é um estádio de futebol localizado na cidade de Novo Horizonte, no estado de São Paulo.
Pertence ao Grêmio Novorizontino, e sua capacidade atualizada é de 16 mil lugares. Antes, o GE Novorizontino realizava suas partidas neste estádio até se licenciar em 1999. e desde 2010 o Grêmio Novorizontino manda seus jogos no estádio.

## Nome e apelido
O estádio é conhecido por Jorjão em homenagem ao Doutor Jorge Ismael de Biasi, o homem que construiu com recursos próprios o estádio, que é um cartão postal de Novo Horizonte e região.